# EC Águia Negra
EC Águia Negra is een Braziliaanse voetbalclub uit Rio Brilhante in de staat Mato Grosso do Sul.

## Geschiedenis
De club werd opgericht in 1971. In 2003 speelde de club voor het eerst in de hoogste klasse van het Campeonato Sul-Mato-Grossense. De club plaatste zich in het eerste seizoen voor de kwartfinale om de titel en won de heenwedstrijd met 1-0 van Chapadão, maar verloor de terugwedstrijd met 4-0. Na twee jaar vechten tegen degradatie plaatste de club zich in 2006 voor de halve finale en verloor daar van Coxim. In 2007 eindigde de club eerste na de reguliere competitie en speelde dan twee keer gelijk tegen Operário, maar ging naar de volgende ronde doordat ze in de competitie hoger eindigde. In de finale wonnen en verloren ze met 1-3 van CENE en werd tot kampioen uitgeroepen, opnieuw op basis van het betere resultaat in de competitie. De club kwalificeerde zich voor de Série C en bereikte daar de tweede groepsfase. De club nam ook deel aan de Copa do Brasil 2008 en werd daar in de eerste ronde uitgeschakeld door Paranavaí. In de competitie van 2008 werd de club groepswinnaar in de eerste fase, waardoor ze opnieuw in de Série C mochten spelen, maar daar werden ze laatste in de groep. In de tweede groepsfase van de competitie slaagde de club er niet in om zich voor de laatste fase te kwalificeren. Nadat ze drie jaar op rij in de middenmoot eindigden speelden ze in 2012 opnieuw de finale om de titel. Beide wedstrijden tegen Naviraiense eindigden gelijk, maar opnieuw had de club voordeel door beter te eindigen in de competitie en haalde de tweede titel binnen. In 2013 kon de club zich niet eens voor de kwartfinale plaatsen, maar mocht als kampioen van 2012 wel nog aan de Série D deelnemen en werd daar in de groepsfase uitgeschakeld. Ook in de Copa do Brasil gingen ze er meteen uit tegen Bragantino. 
In 2014 speelde de club opnieuw de finale om de titel, maar verloor deze van CENE. De club nam deel aan de Copa do Brasil 2015 en verloor daar van Paysandu. In de competitie werden ze groepswinnaar, maar verloren dan van Comercial, deze club schakelde hen ook in 2016 uit. In 2019 werd de club opnieuw staatskampioen. 

## Erelijst
Campeonato Sul-Mato-Grossense
2007, 2012, 2019, 2020